# Stradone (comté de Cavan)
Stradone (irlandais : Sraith an Domhain) est un petit village dans le comté de Cavan, en Irlande.

## Géographie

### Situation
Stradone se trouve approximativement à 10 km à l'est de Cavan. Le village se situe à côté de la route nationale N3, de Dublin à Cavan, à la convergence des routes régionale R165 et locale 6046.
D'une superficie de 2 610 ha, le territoire compte 31 townlands.
Le village constitue sa propre section électorale (Cavan Stradone Local Electoral Area), regroupée dans celle de Cavan (Cavan Rural Electoral Area).
Le plan de développement du comté (2003-2009), identifie le village comme une petite communauté proto-urbaine pouvant offrir des services à la population rurale avoisinante.

## Population
Le conseil du comté estime la population approximative à 60 habitants dans la zone proposée au développement (Plan 2003-2009).

## Commodités
Le village se concentre principalement près du terrain de football de Duke Park (terrain du club de football gaélique de Laragh United) et du centre communautaire Stradon qui abrite une école de jeu, une salle de sport et un magasin. Il n’y a ni école ni église dans le village, celles-ci sont situées dans le townland de Laragh.
Les commerces de proximité sont groupés avec le bureau de poste, situé à côté du pub « The Cross ».
Stradone a bénéficié d’un programme de rénovation urbaine en 2004, ce qui a permis de créer un noyau de village doté d’un mobilier récent et de nouvelles plantations. Le pont sur la rivière Stradone, sur la route principale, est un élément important du village, de même que les deux pompes à eau, Stradone House et Gate Lodge au nord du village.
La rivière Stradone est réputée pour la pêche à la truite, c'est aussi une zone de frai pour les salmonidés.

## Services et infrastructures
Le système de traitement des eaux usées prévu doit couvrir un équivalent-population de 400 habitants. Le village est actuellement desservi par le système d'alimentation en eau du groupe privé Clifferna.
Le Stradone Local Exchange est compatible en haut débit.
Le poste de police a fermé à la fin de janvier 2013.

## Transports
Le village est desservi le mardi et le mercredi par la ligne 166 des bus Bus Éireann, de Dundalk à Cavan et vers Dundalk via Bailieborough.
Dans le passé, Stradone a été desservi par la ligne de Cavan à Dublin des Bus Éireann.